# Normalside
En normalside (forkortet ns) er en norm for antallet af tegn på en normeret side. Betegnelsen anvendes generelt på danske uddannelsesinstitutioner.
Der er forskellige størrelser på en normalside, mest typisk menes der 2.000, 2.200 eller 2.400 anslag for dansksprogede opgaver eller almindelig litteratur.
Ifølge SRP-bogen er der tale om 2.400 anslag inkl. mellemrum for en normalside på gymnasielt niveau. Valget af netop 2.400 anslag, eller mere korrekt typeenheder, er en norm der opstod i de mekaniske skrivemaskiners tid,[kilde mangler] hvor opgaver og manuskripter afleveret på A4-papir med 40 linjer (dvs. linjeafstand 1,5) og 60 anslag per linje, generelt var letlæselige, dvs. hverken var for tæt beskrevne eller havde for smal margin til bedømmernes håndskrevne kommentering. Denne norm blev efterhånden formaliseret. På universitetet regnes en normalside enten som 2.200 tegn uden mellemrum, eller 2.400 typeenheder med mellemrum. 
En normalside kan også defineres som et antal ord. En tradition angiver at "en side er 250 ord på internationale kurser" [kilde mangler]. Aalborg Universitet angiver at omregningsfaktoren er 360 ord. En normalside poesi er dog eksempelvis sat til 30 verslinjer. Ofte regnes illustrationer også med i sammentællingen af tegn til udregning af normalsider. En illustration kan ud fra en vurdering af dens indhold og kompleksitet sættes til at svare til f.eks. 750 anslag ud af en normalside på 2.400 anslag.
I både folkeskolen og gymnasiet benyttes normalsider når eksamenspensum skal sammensættes[kilde mangler]. Ifølge Folkeskoleloven defineres en normalside som 1.300 bogstaver for prosa, uanset teksttype, og 30 verselinjer for poesi. 
På universiteterne og andre uddannelsessteder bruges normalsider ofte til at bestemme omfanget på pensum og opgaver, hvilket også er tilfældet ved større opgaver i gymnasial sammenhæng. 